# Laréole
Laréole är en kommun i departementet Haute-Garonne i regionen Occitanien i södra Frankrike. Kommunen ligger i kantonen Cadours som tillhör arrondissementet Toulouse. År 2022 hade Laréole 159 invånare.

## Befolkningsutveckling
Antalet invånare i kommunen Laréole
Referens:INSEE

## Monument

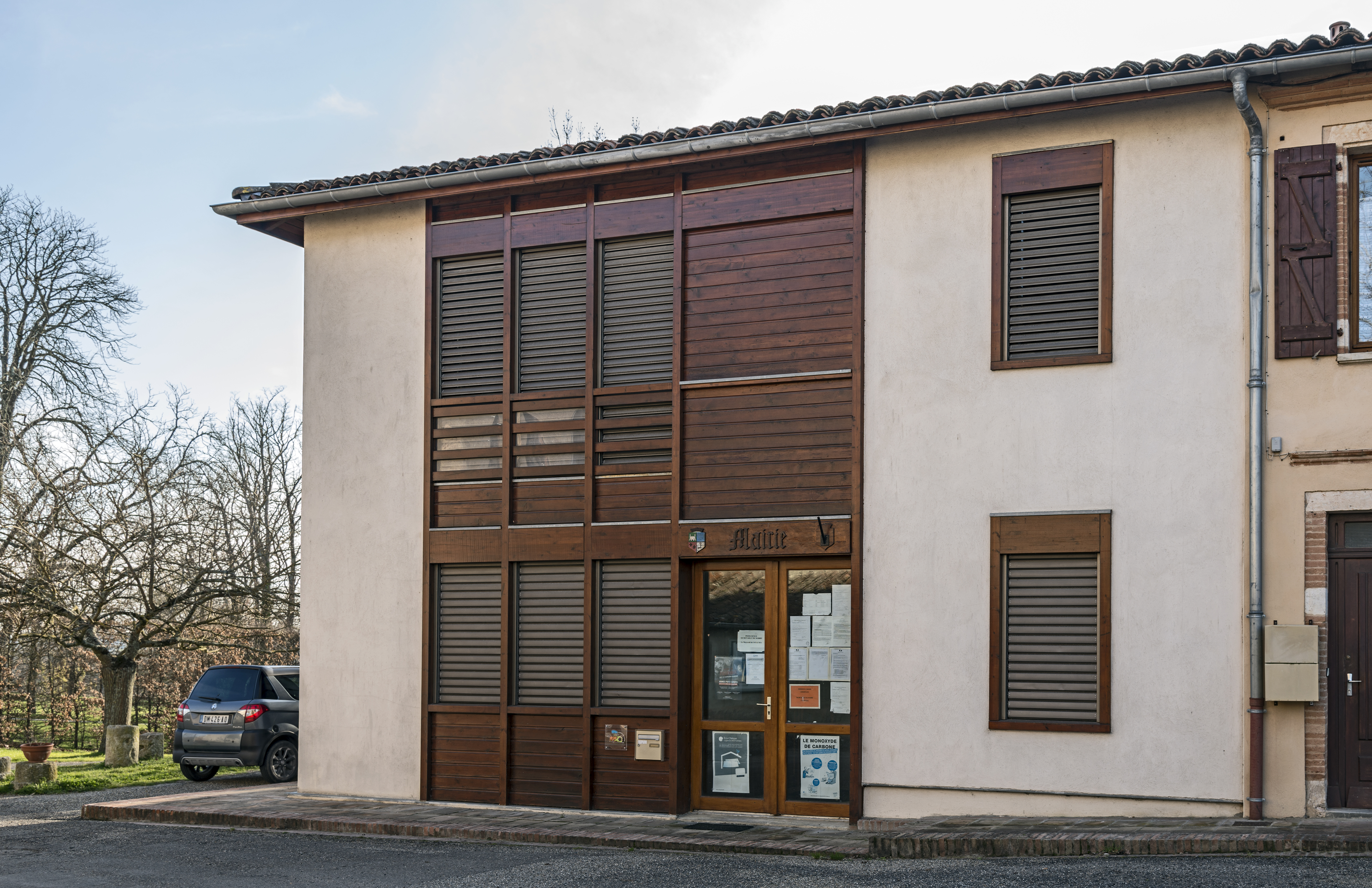
Stadshuset;
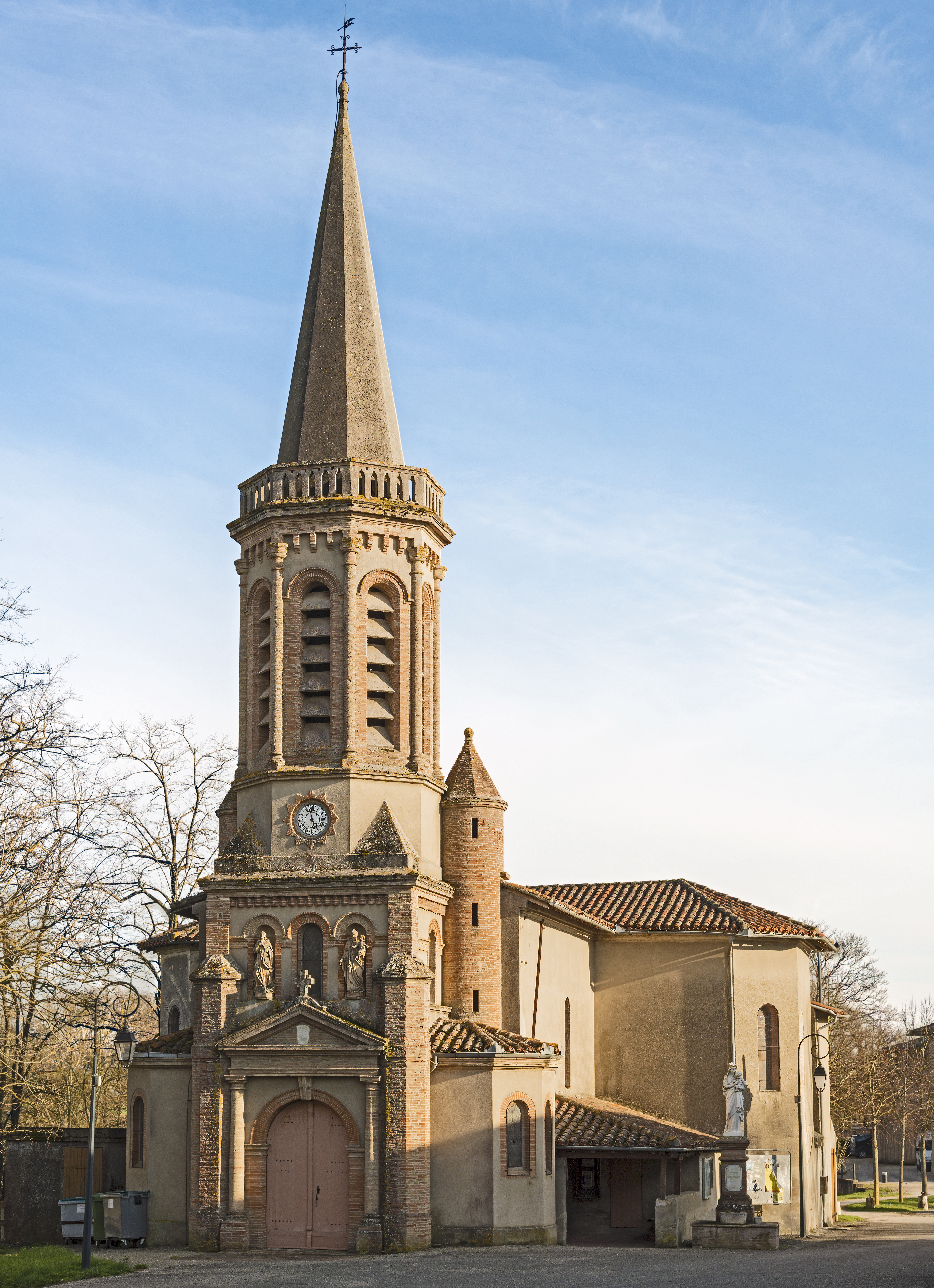
Kyrkan;
Slottet